# Bloch: Tausendschönchen
Tausendschönchen ist ein deutscher Fernsehfilm von Christoph Stark aus dem Jahr 2003. Es ist die dritte Episode der Fernsehreihe Bloch mit Dieter Pfaff in der Titelrolle des Dr. Maximilian Bloch. Neben Ulrike Krumbiegel als neue Partnerin Blochs und Katharina Wackernagel als dessen Tochter, sind die Haupt-Gaststars dieser Folge Julia Jentsch, Anna Schudt, Tilo Prückner, Jonathan Dümcke und Arndt Schwering-Sohnrey.

## Handlung
Der Psychotherapeut Maximilian Bloch ist inzwischen nach Baden-Baden zu seiner neuen Liebe Clara Born gezogen. Da er jedoch einen gewissen Abstand benötigt, hat er sich im Gartenhaus des Anwesens ein Refugium geschaffen, um dort bei Bedarf ungestört zu sein.
Im Park trifft Bloch auf ein Mädchen, das singend im Regen tanzt und sich ihm als Laura, 13 Jahre alt, vorstellt. Sie überredet Bloch dazu, mit ihr einen Kanon zu singen, denn  dazu, brauche man ja zwei. Da Laura ihm erzählt, dass sie sich verlaufen habe, geht er mit ihr zum Polizeirevier. Dort ist das Mädchen keine Unbekannte, sie ist schon mehrfach aus einem Heim, in dem sie untergebracht ist, weggelaufen. Als Bloch schon im Gehen ist, hebt Laura ihr kurzes Röckchen und meint: „Willst du mal gucken, Onkel Ludwig. Wenn du willst, dann bleibe ich heute Nacht bei dir.“
Bloch lässt das Schicksal des Mädchens keine Ruhe, sodass er das Heim aufsucht. Dort erzählt ihm die Leiterin, dass Laura Anfang, Mitte zwanzig sei, vor 10 Jahren im Drogenmilieu aufgegriffen wurde und seit ihrem Drogenentzug im Heim lebe. Ihr Erinnerungsvermögen sei damals quasi stehengeblieben, seitdem halte sie daran fest, dass sie 13 Jahre alt sei. Die Ärztin gibt ihm jedoch unmissverständlich zu verstehen, dass er unerwünscht ist. Als Laura dann jedoch ihre Zimmergenossin Ginny ernsthaft bedroht, ruft man nach Bloch. Er nimmt Laura gegen den Willen der Heimleitung auf eigene Verantwortung mit zu sich nach Hause – auch um sie vor der geschlossenen Abteilung zu bewahren.
Als Blochs Tochter Leonie ihn besucht, meint er, er könne ihre Hilfe gebrauchen. Es gehe um ein Mädchen, das in der Vergangenheit etwas absolut Schreckliches erlebt haben müsse. Zusammen mit Leonie fährt er zu einem Dorf im Elsass, in dem Leonie eine von Laura genannte Straße namens Winterhalde ausfindig gemacht hat. Über den dortigen Ortsbriefträger kommt Leonie an die Adresse eines Ludwig Schulze. Dieser erzählt ohne Umschweife, das Laura sein Augenstern gewesen sei. Seltsam verhält sich eine Frau namens Doris Lehmann, Lauras Schwester, wie Schulze erzählt. Sie dürfe auf keinen Fall wissen, dass Laura noch lebe, sonst würde sie sie umbringen. Bloch und seine Tochter erfahren, dass Lauras sonstige Familienangehörigen tot sind. Leonie meint, man solle Laura mit ihrer Schwester konfrontieren und abwarten, was dann passiere. Bloch erwidert, ob sie noch nie etwas vom „Kimberley-Fall“ gehört habe, und warum er sie eigentlich studieren lasse. 
Später erzählt Bloch Clara, dass er Angst davor habe, dass Laura ein zweiter „Kimberley-Fall“ werden könnte. Bei der jungen Frau seien alle Körperfunktionen in dem Moment zusammengebrochen, als sie sich wieder erinnert habe. Trotzdem entschließt sich der Therapeut, mit Laura in das Dorf ihrer Kindheit zu fahren. Als Laura dort das Straßenschild Winterhalde entdeckt, ist sie völlig außer sich und fleht Bloch an, sie von dort wegzubringen. Er bringt das Mädchen in die Nähe von Ludwigs Haus, das sich direkt an den Bahngleisen befindet. Laura erkennt es wieder und ruft „Onkel Ludwig! Willst du mal gucken, Onkel Ludwig?“ Wie in Trance erzählt Laura, dass Onkel Ludwig immer die Männer eingeladen, die sie dann gucken lassen habe. Anschließend sei er mit dem Hut herumgegangen, Geld einsammeln und dafür habe er dann Stoff gekauft. Eines Tages sei ihr Vater gekommen, den habe sie umgebracht. Abrupt sinkt Laura nach diesen Worten in sich zusammen. Mit dem Notarztwagen wird sie in die Klinik gebracht, ihre Körperfunktionen sind in dem Moment zusammengebrochen, als die Erinnerung zurück war.
Bloch findet keine Ruhe und fährt noch einmal zu Doris Lehmann und bittet sie inständig, mit ihm zu reden – er möchte gern verstehen, was damals wirklich passiert ist. Doris erzählt, dass ihre Mutter einen tödlichen Unfall mit dem Wagen hatte, Laura sei ebenfalls im Auto gewesen, habe aber noch nicht einmal einen Kratzer abbekommen. Ihr Vater habe sich dann nur noch um Laura gekümmert, sie habe geputzt und gekocht, gemacht und getan, aber ihr Vater habe sie links liegen gelassen. Er habe immer nur Laura geliebt, sie sei ihm völlig egal gewesen. Alle hätten gewusst, was jeden Samstag in der Hütte von Onkel Ludwig vor sich gegangen sei, alle, nur ihr Vater habe nicht gewusst, dass sein „Tausendschönchen“ sich dort ausgezogen habe. Sogar ihr Onkel sei dort manchmal hingegangen. Sie habe ihren Vater dann dort hingeschickt. Er habe sehen sollen, wie faustdick Laura es hinter den Ohren habe. Sie habe ihn dann beobachtet und sich ausgemalt, dass er Laura verachten und ihr dankbar sein würde, weil sie ihm die Wahrheit gesagt habe. Es sei anders gekommen. Ihr Vater habe in der Hütte alles kurz und klein geschlagen, seinen Bruder totgeschlagen und Onkel Ludwig zum Krüppel und dann sei er zu den Gleisen gelaufen und habe sich vor ihren und Lauras Augen vor den Zug gelegt. Bloch bringt Doris dazu mit in den Klinik zu kommen, in der Laura bewusstlos liegt. Dort flüstert sie ihrer Schwester zu: „Du bist nicht schuld, Du hast den Papa nicht umgebracht.“ Laura erwacht wieder, wird aber laut ihrer Ärztin immer ein 13-jähriges Kind bleiben. Sie nenne sich jetzt „Tausendschönchen“.

## Produktion

### Dreharbeiten, Rollenbesetzung
Der von Maran Film produzierte Film Tausendschönchen wurde in Baden-Baden gedreht. Für die Produktion trug beim WDR Wolf-Dietrich Brücker die Verantwortung, beim SWR Bettina Ricklefs.
Die in Folge 2 noch von Catherine Flemming gespielte Clara Born, Blochs neue Lebensgefährtin, wird ab dieser Folge von Ulrike Krumbiegel verkörpert, ihr Sohn Tommy, in Folge 2 gespielt von Christoph Herzog, von Jonathan Dümcke.

### Veröffentlichung
Der Film wurde am 18. Juni 2003 im Rahmen der ARD-Reihe „FilmMittwoch im Ersten“ zur Hauptsendezeit erstausgestrahlt.
Studio Hamburg Enterprises veröffentlichte am 30. Mai 2007 in Zusammenarbeit mit der ARD Das Erste die Fälle 1 bis 4 auf DVD.

## Rezeption

### Einschaltquote
Die Folge Tausendschönchen wurde von 3,97 Millionen Zuschauern eingeschaltet, was einem Marktanteil von 15,9 Prozent entspricht.

### Kritik
TV Spielfilm vergab für den Film für Anspruch und Spannung jeweils zwei von drei möglichen Punkten sowie die bestmögliche Wertung, den nach oben gerichteten Daumen, und schrieb: „Der dritte ‚Bloch‘: Die komplexe, detektivische Traumasuche baut leise starke Spannung auf.“ Fazit: „Die Spannung kommt hier auf leisen Sohlen“.
Prisma meinte, „wie bereits in den ersten beiden Fällen des Psychotherapeuten Bloch setz[e] auch Regisseur Christoph Stark […] in diesem Psychodrama auf eine differenzierte Story und starke Darsteller“. „Brillant“ sei „Julia Jentsch mit ihrem zurückhaltenden, geheimnisvollen Spiel“.
Kino.de verwies darauf, dass Psychologen sich zwar „die Haare raufen“ würden, aber „wen interessier[e] das schon“, auch wenn Dieter Pfaff als Maximilian „Bloch tatsächlich nicht dem Bild, das man im Allgemeinen vom Psychotherapeuten“ habe, entsprechen würde. Natürlich wolle man „wissen, welches Ereignis Laura einst um ihren Verstand gebracht“ habe. Insofern habe auch ‚Tausendschönchen‘ „wieder Elemente eines Krimis“. „Faszinierender aber“ sei „das Zusammenspiel der Darsteller, zumal Dieter Pfaff stets das Beste aus seinen Partnern herauszuholen“ scheine. Die junge Julia Jentsch beispielsweise sei „famos als Umnachtete, die ständig auf einem schmalen Grad zwischen Wahn und Wirklichkeit balancier[e]“. „Schlicht grandios“ sei „erneut Dieter Pfaff, der den Facettenreichtum der Figur aus vollem Herzen ausleb[e]“.
Auf der Seite Filmdienst war zu lesen: „Intensiv gespieltes (Fernseh-)Drama um den Therapeuten Bloch, der zwar gegen einige Standesregeln verstoßen mag, gerade dadurch aber menschliche Sympathiewerte gewinnt.“
Der Spiegel titulierte Bloch als „wunderbar-wunderlichen Psychotherapeuten“ und schrieb, dass „der morbide Charme des Kurorts“ Baden-Baden den „eher leisen Geschichten gut“ tue, die „als wohltuende Ausnahmen vom lärmenden TV-Betrieb sichtbar“ würden. Weiter hieß es, Regisseur Stark habe „die ersten zufälligen Begegnungen Blochs mit der von Julia Jentsch hinreißend gespielten ‚Irren‘ wie eine fragile Liebesgeschichte anrührend inszeniert“.